# Aridarum burttii
Aridarum burttii là một loài thực vật có hoa trong họ Ráy (Araceae). Loài này được Bogner & Nicolson mô tả khoa học đầu tiên năm 1979.